# Tauberrettersheim
Tauberrettersheim is een plaats in de Duitse deelstaat Beieren, en maakt deel uit van het Landkreis Würzburg.
Tauberrettersheim telt 866 inwoners.
Altertheim ·
Aub ·
Bergtheim ·
Bieberehren ·
Bütthard ·
Eibelstadt ·
Eisenheim ·
Eisingen ·
Erlabrunn ·
Estenfeld ·
Frickenhausen a.Main ·
Gaukönigshofen ·
Gelchsheim ·
Gerbrunn ·
Geroldshausen ·
Giebelstadt ·
Greußenheim ·
Güntersleben ·
Hausen b.Würzburg ·
Helmstadt ·
Hettstadt ·
Höchberg ·
Holzkirchen ·
Kirchheim ·
Kist (Beieren) ·
Kleinrinderfeld ·
Kürnach ·
Leinach ·
Margetshöchheim ·
Neubrunn ·
Oberpleichfeld ·
Ochsenfurt ·
Prosselsheim ·
Randersacker ·
Reichenberg ·
Remlingen ·
Riedenheim ·
Rimpar ·
Rottendorf ·
Röttingen ·
Sommerhausen ·
Sonderhofen ·
Theilheim ·
Tauberrettersheim ·
Thüngersheim ·
Uettingen ·
Unterpleichfeld ·
Veitshöchheim ·
Waldbrunn ·
Waldbüttelbrunn ·
Winterhausen ·
Zell a.Main